# FC Rànger's
FC Rànger's este un club de fotbal din Andorra care evoluează în Campionat de Lliga.

## Palmares
- Campionat de Lliga: 2

(2006, 2007)
- Supercopa Andorrana: 1

(2006)

## FC Rànger's în Europa
| Competiție          | Meciuri | V | E | Î | Gm | Gp |
| ------------------- | ------- | - | - | - | -- | -- |
| Cupa UEFA           | 2       | - | - | 2 | -  | 5  |
| Cupa UEFA Intertoto | 2       | - | 1 | 1 | 1  | 6  |